# Andrej Mostovoj
Andrei Andreevič Mostovoj (in russo Андрей Андреевич Мостовой?; Omsk, 5 novembre 1997) è un calciatore russo, centrocampista dello Zenit San Pietroburgo e della nazionale russa.

## Caratteristiche tecniche
È un esterno destro.

## Carriera

### Club
Cresciuto nel settore giovanile di CSKA Mosca e Lokomotiv Mosca, ha iniziato la propria carriera professionistica nel Dolgoprudnyj, con cui ha debuttato il 10 aprile 2016 disputando l'incontro di terza divisione vinto per 2-0 contro lo Znamja Truda.

#### Chimki
Il 5 luglio 2016, il centrocampista firmerà per il Chimki, club della massima serie russa. Rimarrà tesserato per il club per 4 anni, totalizzando 83 presenze e 4 reti.

#### Zenit San Pietroburgo e Sochi
Il 21 febbraio 2019, sarà acquistato per un equivalente di 50.000 euro dallo Zenit San Pietroburgo, ma sarà dato in prestito allo Zenit-2, la seconda squadra, totalizzando 13 presenze e 5 gol.
Il 19 luglio 2019, firmerà per il Soči, nella Prem'er-Liga russa per un prestito annuale. Durante la sua permanenza totalizzerà 25 presenze andando a segno 6 volte.
Il 31 luglio 2020, il suo prestito annuale scadrà, ritornando allo Zenit San Pietroburgo.

### Nazionale
L'11 novembre 2021 realizza il suo primo gol in nazionale nel successo per 6-0 contro Cipro.

## Statistiche

### Cronologia presenze e reti in nazionale
| Cronologia completa delle presenze e delle reti in nazionale ― Russia | Cronologia completa delle presenze e delle reti in nazionale ― Russia | Cronologia completa delle presenze e delle reti in nazionale ― Russia | Cronologia completa delle presenze e delle reti in nazionale ― Russia | Cronologia completa delle presenze e delle reti in nazionale ― Russia | Cronologia completa delle presenze e delle reti in nazionale ― Russia | Cronologia completa delle presenze e delle reti in nazionale ― Russia | Cronologia completa delle presenze e delle reti in nazionale ― Russia |
| Data                                                                  | Città                                                                 | In casa                                                               | Risultato                                                             | Ospiti                                                                | Competizione                                                          | Reti                                                                  | Note                                                                  |
| --------------------------------------------------------------------- | --------------------------------------------------------------------- | --------------------------------------------------------------------- | --------------------------------------------------------------------- | --------------------------------------------------------------------- | --------------------------------------------------------------------- | --------------------------------------------------------------------- | --------------------------------------------------------------------- |
| 8-10-2020                                                             | Mosca                                                                 | Russia                                                                | 1 – 2                                                                 | Svezia                                                                | Amichevole                                                            | -                                                                     | 61’                                                                   |
| 11-10-2020                                                            | Mosca                                                                 | Russia                                                                | 1 – 1                                                                 | Turchia                                                               | UEFA Nations League 2020-2021 - 1º turno                              | -                                                                     | 70’ 90+1’                                                             |
| 14-10-2020                                                            | Mosca                                                                 | Russia                                                                | 0 – 0                                                                 | Ungheria                                                              | UEFA Nations League 2020-2021 - 1º turno                              | -                                                                     | 55’                                                                   |
| 12-11-2020                                                            | Chișinău                                                              | Moldavia                                                              | 0 – 0                                                                 | Russia                                                                | Amichevole                                                            | -                                                                     | 66’                                                                   |
| 18-11-2020                                                            | Belgrado                                                              | Serbia                                                                | 5 – 0                                                                 | Russia                                                                | UEFA Nations League 2020-2021 - 1º turno                              | -                                                                     | 46’                                                                   |
| 24-3-2021                                                             | Ta' Qali                                                              | Malta                                                                 | 1 – 3                                                                 | Russia                                                                | Qual. Mondiali 2022                                                   | -                                                                     | 78’                                                                   |
| 30-3-2021                                                             | Trnava                                                                | Slovacchia                                                            | 2 – 1                                                                 | Russia                                                                | Qual. Mondiali 2022                                                   | -                                                                     | 46’ 65’                                                               |
| 5-6-2021                                                              | Mosca                                                                 | Russia                                                                | 1 – 0                                                                 | Bulgaria                                                              | Amichevole                                                            | -                                                                     | 62’                                                                   |
| 11-11-2021                                                            | San Pietroburgo                                                       | Russia                                                                | 6 – 0                                                                 | Cipro                                                                 | Qual. Mondiali 2022                                                   | 1                                                                     | 72’                                                                   |
| 14-11-2021                                                            | Spalato                                                               | Croazia                                                               | 1 – 0                                                                 | Russia                                                                | Qual. Mondiali 2022                                                   | -                                                                     | 78’                                                                   |
| 24-9-2022                                                             | Bishkek                                                               | Kirghizistan                                                          | 1 – 2                                                                 | Russia                                                                | Amichevole                                                            | -                                                                     | 46’                                                                   |
| 17-11-2022                                                            | Dušanbe                                                               | Tagikistan                                                            | 0 – 0                                                                 | Russia                                                                | Amichevole                                                            | -                                                                     | 79’                                                                   |
| 20-11-2022                                                            | Tashkent                                                              | Uzbekistan                                                            | 0 – 0                                                                 | Russia                                                                | Amichevole                                                            | -                                                                     |                                                                       |
| 20-11-2023                                                            | Volgograd                                                             | Russia                                                                | 8 – 0                                                                 | Cuba                                                                  | Amichevole                                                            | 1                                                                     | 60’                                                                   |
| 15-11-2024                                                            | Krasnodar                                                             | Russia                                                                | 11 – 0                                                                | Brunei                                                                | Amichevole                                                            | 1                                                                     |                                                                       |
| 19-11-2024                                                            | Volgograd                                                             | Russia                                                                | 4 – 0                                                                 | Siria                                                                 | Amichevole                                                            | -                                                                     | 75’                                                                   |
| 19-3-2025                                                             | Mosca                                                                 | Russia                                                                | 5 – 0                                                                 | Grenada                                                               | Amichevole                                                            | -                                                                     | 65’                                                                   |
| 25-3-2025                                                             | Mosca                                                                 | Russia                                                                | 5 – 0                                                                 | Zambia                                                                | Amichevole                                                            | -                                                                     | 77’                                                                   |
| 6-6-2025                                                              | Mosca                                                                 | Russia                                                                | 1 – 1                                                                 | Nigeria                                                               | Amichevole                                                            | -                                                                     | 46’                                                                   |
| Totale                                                                |                                                                       | Presenze                                                              | 19                                                                    |                                                                       | Reti                                                                  | 3                                                                     |                                                                       |

## Palmarès
- Campionato russo: 4

Zenit: 2020-2021, 2021-2022, 2022-2023, 2023-2024
- Coppa di Russia: 1

Zenit: 2023-2024
- Supercoppa di Russia: 4

Zenit: 2021, 2022, 2023, 2024